# John Taolo Gaetsewe
John Taolo Gaetsewe (englisch John Taolo Gaetsewe District Municipality, früher Kgalagadi) ist ein Distrikt in der südafrikanischen Provinz Nordkap. Der Sitz der Distriktverwaltung befindet sich in Kuruman. Bürgermeisterin ist Sofia Mosikatsi.

## Gliederung
Die Distriktgemeinde wird von folgenden Lokalgemeinden mit ihren größeren Orten gebildet:
- Ga-Segonyana

Kuruman
- Gamagara

Dingleton, Kathu
- Joe Morolong

Hotazel, Mothibistad

## Nachbardistrikte
- Bojanala Platinum
- ZF Mgcawu (ehemals Siyanda)
- Frances Baard
- im Norden grenzt der Distrikt an Botswana.

## Demografie
Der Distrikt hat 224.799 Einwohner (Stand: 2022) auf einer Gesamtfläche von 27.283 km².